# 特定電子メールの送信の適正化等に関する法律
特定電子メールの送信の適正化等に関する法律（とくていでんしメールのそうしんのてきせいかとうにかんするほうりつ、平成14年4月17日法律第26号）は、無差別かつ大量に短時間の内に送信される広告などといった迷惑メール、チェーンメールなどを規制し、インターネットなどを良好な環境に保つことに関する日本の法律である。

## 概要
一般的に用いられる略称は「特定電子メール法」又は「特定電子メール送信適正化法」、俗称は迷惑メール防止法である。なお通信業界関係者では特定商取引に関する法律の略称の「特商法」に対して「特電法」と呼ばれ、あわせて迷惑メール防止二法ということも多い。
法令番号は平成14年法律第26号、制定は2002年（平成14年）4月11日、公布は同年4月17日、施行は同年7月1日である。

## 沿革
平成17年 (2005年) の改正により、送信者情報を偽装した広告・宣伝メールの送信（いわゆる「スパム」の大半が送信者情報を偽装しているのは周知の事実である。）については、刑事罰規定が設けられ、スパマー規制の道が開かれた。この改正による一定の成果はみられたものの、日本国外発のメールは規制の対象外であったため、依然として迷惑メールは増加傾向を示していた。また国内から発信されている場合であっても、ボットネットからの送信の場合、本当のスパマーを摘発するのは極めて困難である。
平成19年 (2007年) 度から開催している第三次研究会の結論を受け、平成20年 (2008年) 1月召集の第169回通常国会において、
- 従来のオプトアウト（英：Opt-out）方式に替わるオプトイン方式の導入[2]
- 法の実効性の強化
- 国際連携の強化

などを盛り込んだ法律改正案が提出され
、平成20年 (2008年) 5月30日に成立、6月6日に公布された。改正法の附則第1条及びこれに基づく特定電子メールの送信の適正化等に関する法律の一部を改正する法律の施行期日を定める政令（平成20年政令第322号）により、12月1日から施行され、非公式の仮訳を公表した。
なお、附則に3年以内の見直しが明記されており、これにより総務省では識者による「迷惑メールへの対応の在り方に関する研究会」を定期的に開催したが、結局法改正はされていない。「特定電子メールの送信の適正化等に関する法律」について、要点を紹介し、国民から迷惑メール告発を奨励し、事業者のデータベースをつくり「措置命令の実施」を受けた企業名を公開している。

## 構成
- 第一章 総則（第1条・第2条）
- 第二章 特定電子メールの送信の適正化のための措置等（第3条 - 第13条）
- 第三章 登録送信適正化機関（第14条 - 第27条）
- 第四章 雑則（第28条 - 第32条）
- 第五章 罰則（第33条 - 第38条）
- 附則

## 規制対象
営利団体や個人事業者が自己又は他人の営業につき広告又は宣伝を行うための手段として送信するメールを「特定電子メール」と定義している（2条2号）。これには日本国内からの送信だけでなく、国内への送信のすべてを含むため、国外発国内着のメールであっても規制の対象になりうる。
なお、特定商取引に関する法律（特商法）でも、電子メール広告の提供に対する規制がある。特商法では取引形態や商品などの限定がある一方で電子メール広告内容に対する子細な規制がある。本法律は取引形態や商品などの限定が無い分適用範囲は広がる一方で、特定電子メールに対する規制は比較的子細ではない。
以下の者以外に対して特定電子メールを送信することは禁止される（3条1項）。
- あらかじめ、特定電子メールの送信をするように求める旨または送信をすることに同意する旨を送信者または送信委託者に対し通知した者
- 自己の電子メールアドレスを送信者または送信委託者に対し通知した者
- その広告または宣伝に係る営業を営む者と取引関係にある者
- その他総務省令で定めるところにより、自己の電子メールアドレスを公表している団体または営業を営む個人

上記の例外に該当する場合であっても、受信者が送信の停止を求めた場合は、その意思に反して特定電子メールを送信することは原則禁止される。
なお、法における規制対象の電子メールは、次の通信方式によるものである（同法施行規則）
- 「その全部又は一部においてシンプルメールトランスファープロトコルが用いられる通信方式」 - いわゆるe-mailのうちSMTP（またはそれを含む方式）によるもの。
- 「携帯して使用する通信端末機器に、電話番号を送受信のために用いて通信文その他の情報を伝達する通信方式」 - SMSメッセージなどがこれに当たる。

## 送信者の表示義務
特定電子メールを送信する者は、受信者の端末上で次の項目が正しく表示されるようにしなければならない（第4条）。
- 送信者の氏名または名称
- 受信拒否の通知を受け取る為の送信者の電子メールアドレス等
  - 受信拒否をした者への再送信は禁止
- その他総務省令で定める事項

自己または他人の営業を目的とした「架空電子メールアドレス」への多数メール送信は禁止（第6条）されている。

## 行政処分・罰則
- 行政処分
  - 総務大臣：規制内容を遵守していないと認められる場合、是正を求める措置命令を行う
- 罰則

以下、主なものを挙げる。なお、平成20年法改正により、一部の違反につき法人に対する罰金が大幅に引き上げられた。
- 1年以下の懲役又は100万円以下の罰金（法人は3000万円以下の罰金）
  - 送信者情報を偽った時（34条1号）
  - 7条の規定に基づく措置命令（受信者の同意等の記録保存に関するものを除く）に違反した場合（同条2号）
- 100万円以下の罰金
  - 7条の規定に基づく措置命令（受信者の同意等の記録保存に関するものに限る）に違反した場合（35条1号）
  - 28条1項の規定に基づく報告・検査の拒否、もしくは虚偽の報告をした場合（同条2号）

### その他の処置
- 架空電子メールアドレスへの特定電子メール送信により、電気通信設備に障害が生じ、電子メールの利用者への電気通信役務の提供に支障を生ずる可能性があると認められるとき、電気通信事業者はそのアドレスにメールの送信をした者に対し、その送信をした電子メールについての電気通信役務の提供を拒むことができる（11条）。
- 登録送信適正化機関という制度を設けている（14〜27条）。現在、一般財団法人日本データ通信協会がその登録を受けて、業務を行っている。

## 公布・改正・施行
- 公布:2002年（平成14年）4月17日
- 施行:2002年（平成14年）7月1日
- 改正:電気通信事業法及び日本電信電話株式会社等に関する法律の一部を改正する法律（平成15年法律第125号）
  - 施行:2004年（平成16年）4月1日
- 改正:特定電子メールの送信の適正化等に関する法律の一部を改正する法律（平成17年法律第46号）
  - 施行:2005年（平成17年）11月1日（附則第1条但書:平成17年5月20日）
- 改正:特定電子メールの送信の適正化等に関する法律の一部を改正する法律（平成20年法律第54号）
  - 施行:2008年（平成20年）12月1日
- 改正:消費者庁及び消費者委員会設置法の施行に伴う関係法律の整備に関する法律（平成21年法律第49号）
  - 施行:消費者庁及び消費者委員会設置法（平成21年法律第48号）の施行の日